# Championnat du Togo de football 2024-2025
Navigation
Saison précédente Saison suivante
Le championnat du Togo de football 2024-2025 est la soixantième édition de la première division togolaise. 
Le champion du Togo se qualifie pour la compétition continentale qu'est la Ligue des champions de la CAF.
ASKO Kara est le tenant du titre.

## Déroulement de la saison
Avec quatre relégations la saison passée et deux promotions le championnat passe à 14 équipes.
L'ASC Kara termine à la première place en fin de saison et remporte son deuxième titre de champion du Togo.

## Les clubs participants
- ASKO Kara
- FC Gbohloé-su des Lacs
- AS Togo-Port est renommé AC Barracuda
- Gomido Kpalimé
- Unisport de Sokodé
- AS OTR Lomé
- ASC Kara
- AS Binah
- Entente II Lomé
- Espoir FC
- Tambo FC
- Doumbé FC
- Etoile Filante Lomé  - promu de D2
- CDF Haknour  - promu de D2

## Compétition
Le barème utilisé pour établir le classement est le suivant :
- Victoire : 3 points
- Match nul : 1 point
- Défaite, forfait ou abandon : 0 point

### Classement
| Rang | Équipe                 | Pts | J  | G  | N  | P  | Bp | Bc | Diff |
| ---- | ---------------------- | --- | -- | -- | -- | -- | -- | -- | ---- |
| 1    | ASC Kara               | 47  | 26 | 13 | 8  | 5  | 34 | 19 | +15  |
| 2    | FC Gbohloé-su des Lacs | 45  | 26 | 12 | 9  | 5  | 20 | 18 | +2   |
| 3    | Entente II Lomé        | 42  | 26 | 11 | 9  | 6  | 24 | 20 | +4   |
| 4    | OTR                    | 42  | 26 | 13 | 3  | 10 | 33 | 24 | +9   |
| 5    | ASKO Kara T            | 41  | 26 | 9  | 14 | 3  | 31 | 21 | +10  |
| 6    | Espoir FC              | 35  | 26 | 9  | 8  | 9  | 28 | 23 | +5   |
| 7    | Gomido Kpalimé         | 35  | 26 | 8  | 11 | 7  | 27 | 20 | +7   |
| 8    | Unisport de Sokodé     | 35  | 26 | 8  | 11 | 7  | 33 | 29 | +4   |
| 9    | Tambo FC               | 32  | 26 | 7  | 11 | 8  | 30 | 28 | +2   |
| 10   | AS Binah               | 32  | 26 | 8  | 8  | 10 | 20 | 26 | -6   |
| 11   | AC Barracuda           | 30  | 26 | 7  | 9  | 10 | 20 | 17 | +3   |
| 12   | CDF Haknour P          | 28  | 26 | 6  | 10 | 10 | 28 | 36 | -8   |
| 13   | Etoile Filante Lomé P  | 27  | 26 | 6  | 9  | 11 | 23 | 33 | -10  |
| 14   | Doumbé FC              | 13  | 26 | 3  | 4  | 19 | 12 | 49 | -37  |

|  | Qualifié pour la Ligue des champions                                                           |
|  | Qualifié pour la Coupe de la confédération                                                     |
|  | Relégation directe en deuxième division                                                        |
|  | T : Tenant du titre C : Vainqueur de la Coupe de l'indépendance P : Promu de deuxième division |

- Comme il n'y a pas de Coupe cette saison le vice-champion se qualifie pour la Coupe de la confédération 2025-2026. La Coupe de l'Indépendance jouée cette saison oppose les deux premiers de groupe de deuxième division[3].

- Après la fin de la saison, la fédération donne un match de l'Etoile Filante gagnant sur tapis vert, ce qui modifie le classement et voit le CDF Haknour relégué à la place de l'Etoile Filante, le club fait appel[4].

## Bilan de la saison
| Championnat du Togo de football 2024-2025 |                                                          |
| Champion                                  | ASC Kara (2e titre)                                      |
| Coupes et trophées                        |                                                          |
| Vainqueur de la Coupe du Togo             | AC Semassi joué sur une rencontre entre deux clubs de D2 |
| Qualifications continentales              |                                                          |
| Ligue des champions de la CAF 2025-2026   | ASC Kara                                                 |
| Coupe de la confédération 2025-2026       | FC Gbohloé-su des Lacs                                   |
| Promotions et relégations                 |                                                          |
| Promus en Championnat National            | AC Semassi                                               |
| Promus en Championnat National            | Dyto FC                                                  |
| Relégués en Deuxième division             | Doumbé FC                                                |
| Relégués en Deuxième division             | à déterminer                                             |